# Dona amb mantellina
Dona amb mantellina és un oli sobre tela de 89 × 116 cm pintat per Pablo Picasso a Barcelona l'any 1917 i dipositat al Museu Picasso de Barcelona.

## Context històric i artístic
La riquesa estilística i la tècnica acurada són trets fonamentals de l'esplèndid retrat de la companya del pintor malagueny Rafael Martínez Padilla. Aquest artista és un dels components del grup d'amics que reten homenatge a Picasso, juntament amb els artistes Maeztu i Iturrino, a les Galeries Laietanes, durant la seua estada a Barcelona l'any 1917. L'oli també és conegut popularment com La Salchichona, a causa de la dificultat que tenia la noia (d'origen francès) per pronunciar la paraula salchichón (llonganissa).
La serenor i bellesa de la model l'acosten al Retrat de la Senyora Canals de l'any 1905. La composició és elegant i rigorosa, per bé que l'obra és inacabada, tret que l'artista repeteix en altres ocasions. La factura clàssica l'acosta a Ingres, i el mètode pictòric al puntillisme portat a terme per Seurat i Signac en replantejar-se l'impressionisme en termes científics.

## Descripció
L'aplicació metòdica de colors purs, feta amb petites pinzellades que es barregen i complementen a la retina de l'espectador i la puresa de la línia que determina el bell rostre de la dona, juntament amb el traç espontani i, a la vegada, ferm que configura el cos, la pinta i la mantellina, fan de la composició una obra de gran virtuosisme.
Aquest oli és molt semblant al que va presentar el mateix Martínez Padilla a l'Exposició d'Art del 1919, a Barcelona, amb el títol La mantellina.
Dona amb mantellina fou donat per Pablo Picasso al Museu Picasso de Barcelona l'any 1970.